# 해시 테이블

해시 테이블로서의 조그마한 전화번호부.

해시 테이블(hash table), 해시 맵(hash map), 해시 표는 컴퓨팅에서 키를 값에 매핑할 수 있는 구조인, 연관 배열 추가에 사용되는 자료 구조이다. 즉, 키를 사용하여 그 키에 해당하는 값을 찾기 위해 필요한, 빠른 속도로 키를 검색할 수 있는 자료 구조를 의미한다. 해시 테이블은 해시 함수를 사용하여 색인(index)을 버킷(bucket)이나 슬롯(slot)의 배열로 계산한다.

## 역사
해시(hash)의 개념은 각기 다른 곳에서 독립적으로 발생하였다. 1953년 1월 H. P. Luhn은 체이닝(chaining)으로 해시를 사용한 내부 IBM 비망록을 작성했다. G. N. Amdahl, E. M. Boehme, N. Rochester, Arthur Samuel은 거의 같은 시기에 해시를 사용하는 프로그램을 제공하였다.

## 참조
1. 1 2  Mehta, Dinesh P.; Sahni, Sartaj (2005). 《Handbook of Datastructures and Applications》. 9–15쪽. ISBN 1-58488-435-5.

## 같이 보기
- 분산 해시 테이블